# Maria Magdalena Radziwiłłowa
Maria Magdalena Radziwiłłowa, de domo Zawisza-Kierżgajło, primo voto Krasińska, secundo voto Radziwiłłowa, herbu Łabędź (ur. 8 lipca 1861 w Warszawie, zm. 6 stycznia 1945 we Fryburgu) – białoruska działaczka narodowa, filantropka.

## Życiorys
Maria Magdalena urodziła się 8 lipca 1861 r. w Warszawie jako córka Jana Zawiszy-Kierżgajło i Marii z Kwileckich h. Szreniawa odm. Kwilecki. Miała starszą siostrę Marię Ewę. W kwietniu 1882 r. poślubiła Ludwika Józefa Krasińskiego. Jedynym ich dzieckiem była Maria Ludwika Krasińska. Ludwik Józef zmarł w 1895 r. Drugim mężem Marii Magdaleny był syn Wilhelma Adama Radziwiłła h. Trąby i Katarzyny z Rzewuskich h. Krzywda, Wacław Mikołaj Radziwiłł h. Trąby, którego poślubiła 30 kwietnia 1906 r. w Warszawie. Jej mąż, kapitan armii carskiej, był rusofilem i tzw. „chłopomanem”, co stało się przyczyną ostracyzmu towarzyskiego, jaki dotknął małżonków. Księżna Magdalena Radziwiłłowa była działaczką narodową i filantropką, członkinią Trzeciego Zakonu Dominikańskiego. Finansowała pismo Biełarus oraz zakładała w swych majątkach (Żarnówek i Kuchcice) białoruskie szkółki dla dzieci wiejskich. W 1912 r. zadeklarowała w jednym z czasopism: uważam siebie za Białorusinkę pochodzenia litewskiego, tak jak mój mąż, za Polkę zaś nie mam siebie zupełnie. Jako osoba szczególnie religijna sympatyzowała z chadecją, chociaż jej wsparciem cieszyły się także i inne kierunki polityczne. Po I wojnie światowej zamieszkiwała w Kownie, Królewcu, a od 1932 r. we Fryburgu w Szwajcarii, gdzie zmarła 6 stycznia 1945 r.
W lutym 2018 roku złożono prochy arystokratki w kościele św. Rocha w Mińsku.

## Genealogia
| Praprapradziadkowie | Zawisza-Kierżgajło ∞ NN                                                        | NN ∞ NN                                                                        | Świętorzecki ∞ NN                                                              | NN ∞ NN                                                                        | Zawisza-Kierżgajło ∞ NN                                                        | Stefan Grabowski (zm. 1756) ∞ Teodora Stryjeńska                               | Józef Antoni Lipski (zm. 1752) ∞ Anna Łętkowska                                | Siemieński ∞ NN                                                                | Łukasz Kwilecki ∞ Barbara Lipska (1706-1762)                                       | Prokop Sczaniecki ∞ Weronika Twardowska (1710-1782)                                | Józef Stefan Radoliński ∞ Teresa Swinarska                                         | Leon Raczyński (1698-1755) ∞ Wirydianna Blińska (1718-1797)                        | Stanisław Sobolewski (1680-1772) ∞ Monika Gąsiorowska                              | Teodor Kajetan Szydłowski (zm. 1792) ∞ NN                                          | Stanisław Poniatowski (1676-1762) ∞ Konstancja Czartoryska (1695-1759)                      | Teodor Kajetan Szydłowski (zm. 1792) ∞ Teresa Witkowska                                     |
| Prapradziadkowie    | Teobald Krzysztof Zawisza-Kierżgajło ∞ NN                                      | Teobald Krzysztof Zawisza-Kierżgajło ∞ NN                                      | Świętorzecki ∞ NN                                                              | Świętorzecki ∞ NN                                                              | Teobald Krzysztof Zawisza-Kierżgajło ∞ Katarzyna Grabowska                     | Teobald Krzysztof Zawisza-Kierżgajło ∞ Katarzyna Grabowska                     | Tadeusz Lipski (1725-1796) ∞ 1753 Joanna Siemieńska                            | Tadeusz Lipski (1725-1796) ∞ 1753 Joanna Siemieńska                            | Franciszek Antoni Kwilecki (1725-1794) ∞ Teresa Sczaniecka                         | Franciszek Antoni Kwilecki (1725-1794) ∞ Teresa Sczaniecka                         | Józef Antoni Radoliński ∞ Katarzyna Raczyńska (1744-1792)                          | Józef Antoni Radoliński ∞ Katarzyna Raczyńska (1744-1792)                          | Maciej Leon Sobolewski (1724-1804) ∞ Ewa Szydłowska                                | Maciej Leon Sobolewski (1724-1804) ∞ Ewa Szydłowska                                | król Polski Stanisław August Poniatowski (1732-1798) ∞ 1784 Elżbieta Szydłowska (1749-1810) | król Polski Stanisław August Poniatowski (1732-1798) ∞ 1784 Elżbieta Szydłowska (1749-1810) |
| Pradziadkowie       | Jan Karol Zawisza-Kierżgajło ∞ Świętorzecka                                    | Jan Karol Zawisza-Kierżgajło ∞ Świętorzecka                                    | Jan Karol Zawisza-Kierżgajło ∞ Świętorzecka                                    | Jan Karol Zawisza-Kierżgajło ∞ Świętorzecka                                    | Kazimierz Zawisza-Kierżgajło ∞1787 Anna Lipska (ur. 1768)                      | Kazimierz Zawisza-Kierżgajło ∞1787 Anna Lipska (ur. 1768)                      | Kazimierz Zawisza-Kierżgajło ∞1787 Anna Lipska (ur. 1768)                      | Kazimierz Zawisza-Kierżgajło ∞1787 Anna Lipska (ur. 1768)                      | Antoni Maciej Konstanty Kwilecki ∞ Wiridianna Radolińska (1761-1826)               | Antoni Maciej Konstanty Kwilecki ∞ Wiridianna Radolińska (1761-1826)               | Antoni Maciej Konstanty Kwilecki ∞ Wiridianna Radolińska (1761-1826)               | Antoni Maciej Konstanty Kwilecki ∞ Wiridianna Radolińska (1761-1826)               | Walenty Faustyn Sobolewski (1765-1831) ∞ 1795 Izabela Grabowska (1776-1858)        | Walenty Faustyn Sobolewski (1765-1831) ∞ 1795 Izabela Grabowska (1776-1858)        | Walenty Faustyn Sobolewski (1765-1831) ∞ 1795 Izabela Grabowska (1776-1858)                 | Walenty Faustyn Sobolewski (1765-1831) ∞ 1795 Izabela Grabowska (1776-1858)                 |
| Dziadkowie          | Tadeusz Zawisza-Kierżgajło (zm. 1838) ∞ Waleria Zawisza-Kierżgajło             | Tadeusz Zawisza-Kierżgajło (zm. 1838) ∞ Waleria Zawisza-Kierżgajło             | Tadeusz Zawisza-Kierżgajło (zm. 1838) ∞ Waleria Zawisza-Kierżgajło             | Tadeusz Zawisza-Kierżgajło (zm. 1838) ∞ Waleria Zawisza-Kierżgajło             | Tadeusz Zawisza-Kierżgajło (zm. 1838) ∞ Waleria Zawisza-Kierżgajło             | Tadeusz Zawisza-Kierżgajło (zm. 1838) ∞ Waleria Zawisza-Kierżgajło             | Tadeusz Zawisza-Kierżgajło (zm. 1838) ∞ Waleria Zawisza-Kierżgajło             | Tadeusz Zawisza-Kierżgajło (zm. 1838) ∞ Waleria Zawisza-Kierżgajło             | Józef Ignacy Walenty Kwilecki (1791-1860) ∞ 1825 Aleksandra Sobolewska (1798-1878) | Józef Ignacy Walenty Kwilecki (1791-1860) ∞ 1825 Aleksandra Sobolewska (1798-1878) | Józef Ignacy Walenty Kwilecki (1791-1860) ∞ 1825 Aleksandra Sobolewska (1798-1878) | Józef Ignacy Walenty Kwilecki (1791-1860) ∞ 1825 Aleksandra Sobolewska (1798-1878) | Józef Ignacy Walenty Kwilecki (1791-1860) ∞ 1825 Aleksandra Sobolewska (1798-1878) | Józef Ignacy Walenty Kwilecki (1791-1860) ∞ 1825 Aleksandra Sobolewska (1798-1878) | Józef Ignacy Walenty Kwilecki (1791-1860) ∞ 1825 Aleksandra Sobolewska (1798-1878)          | Józef Ignacy Walenty Kwilecki (1791-1860) ∞ 1825 Aleksandra Sobolewska (1798-1878)          |
| Rodzice             | Jan Kazimierz Zawisza-Kierżgajło (1822-1887) ∞ 1852 Maria Kwilecka (1830-1910) | Jan Kazimierz Zawisza-Kierżgajło (1822-1887) ∞ 1852 Maria Kwilecka (1830-1910) | Jan Kazimierz Zawisza-Kierżgajło (1822-1887) ∞ 1852 Maria Kwilecka (1830-1910) | Jan Kazimierz Zawisza-Kierżgajło (1822-1887) ∞ 1852 Maria Kwilecka (1830-1910) | Jan Kazimierz Zawisza-Kierżgajło (1822-1887) ∞ 1852 Maria Kwilecka (1830-1910) | Jan Kazimierz Zawisza-Kierżgajło (1822-1887) ∞ 1852 Maria Kwilecka (1830-1910) | Jan Kazimierz Zawisza-Kierżgajło (1822-1887) ∞ 1852 Maria Kwilecka (1830-1910) | Jan Kazimierz Zawisza-Kierżgajło (1822-1887) ∞ 1852 Maria Kwilecka (1830-1910) | Jan Kazimierz Zawisza-Kierżgajło (1822-1887) ∞ 1852 Maria Kwilecka (1830-1910)     | Jan Kazimierz Zawisza-Kierżgajło (1822-1887) ∞ 1852 Maria Kwilecka (1830-1910)     | Jan Kazimierz Zawisza-Kierżgajło (1822-1887) ∞ 1852 Maria Kwilecka (1830-1910)     | Jan Kazimierz Zawisza-Kierżgajło (1822-1887) ∞ 1852 Maria Kwilecka (1830-1910)     | Jan Kazimierz Zawisza-Kierżgajło (1822-1887) ∞ 1852 Maria Kwilecka (1830-1910)     | Jan Kazimierz Zawisza-Kierżgajło (1822-1887) ∞ 1852 Maria Kwilecka (1830-1910)     | Jan Kazimierz Zawisza-Kierżgajło (1822-1887) ∞ 1852 Maria Kwilecka (1830-1910)              | Jan Kazimierz Zawisza-Kierżgajło (1822-1887) ∞ 1852 Maria Kwilecka (1830-1910)              |
|                     | Maria Magdalena Zawisza-Kierżajło (1861-1945)                                  |                                                                                |                                                                                |                                                                                |                                                                                |                                                                                |                                                                                |                                                                                |                                                                                    |                                                                                    |                                                                                    |                                                                                    |                                                                                    |                                                                                    |                                                                                             |                                                                                             |